# Tom Everett
Ne doit pas être confondu avec Tom Everett Scott.
Tom Everett est un acteur américain, né le 21 octobre 1948 à Portland (dans l'Oregon).

## Filmographie

### Cinéma
- 1977 : Adieu, je reste (The Goodbye Girl) d'Herbert Ross : Richard III Cast
- 1980 : Le Droit de tuer (The Exterminator) de James Glickenhaus : groom
- 1984 : Vendredi 13 : Chapitre final (Friday the 13th: The Final Chapter) de Joseph Zito : homme à la lampe de poche
- 1984 : Le Flic de Beverly Hills (Beverly Hills Cop) de Martin Brest : braqueur du club de strip-tease #2
- 1985 : Murder: By Reason of Insanity d'Anthony Page : M. Olson
- 1986 : Hollywood Vice Squad de Penelope Spheeris : Miller
- 1986 : Extremities de Robert M. Young : Officier #2
- 1987 : Le justicier braque les dealers (Death Wish 4: The Crackdown) de J. Lee Thompson : Max Green
- 1988 : Prison de Renny Harlin : Rabbitt
- 1988 : Le Messager de la mort (Messenger of Death) de J. Lee Thompson : Wiley
- 1989 : Best of the Best de Robert Radler : Don Peterson
- 1990 : Massacre à la tronçonneuse 3 : Leatherface (The Texas Chainsaw Massacre 3) de Jeff Burr : Alfredo Sawyer
- 1990 : 58 minutes pour vivre (Die Hard 2) de Renny Harlin : Navigateur (Northeast Plane)
- 1990 : Danse avec les loups (Dances with Wolves) de Kevin Costner : Sergent Pepper
- 1991 : Hard Time Romance de John Lee Hancock : Elroy
- 1992 : Eddie Presley (en) de Jeff Burr : M. Spit
- 1992 : Bébé's Kids (en) de Bruce W. Smith : agent de sécurité #2 (voix)
- 1996 : Président ? Vous avez dit président ? (My Fellow Americans) de Peter Segal : Wilkerson, agent de la NSA
- 1997 : Air Force One de Wolfgang Petersen : Conseiller à la sécurité nationale, Jack Doherty
- 1998 : Comme un voleur (Thick as Thieves) de Scott Sanders : Bethune
- 2000 : Treize jours (Thirteen Days) de Roger Donaldson : Walter Sheridan, FBI
- 2000 : Entourage de Noel Frankel : Dr Wright
- 2001 : Pearl Harbor de Michael Bay : Secrétaire de la Marine, Frank Knox
- 2001 : Tremors 3 : Le Retour de Brent Maddock (vidéo) : Agent Frank Statler (non crédité)
- 2002 : Crazy as Hell d'Eriq La Salle : Mansell
- 2002 : Mi amigo de Milton Brown : Older cale
- 2002 : xXx de Rob Cohen : Sénateur Dick Hotchkiss
- 2004 : Alamo (The Alamo) de John Lee Hancock : Mosley Baker
- 2005 : The Island de Michael Bay : le Président (non crédité)
- 2006 : Intellectual Property de Nicholas Peterson (en) : père de Jenny
- 2006 : Beautiful Dreamer de Terri Farley-Teruel
- 2007 : Transformers de Michael Bay : directeur adjoint des opérations nationales (non crédité)
- 2009 : L'Étrange Histoire de Benjamin Button (The Curious Case of Benjamin Button) de David Fincher : Benjamin de 1935 à 1937
- 2012 : 40 ans : Mode d'emploi (This Is 40) de Judd Apatow : docteur de Pete

### Télévision

#### Téléfilms
- 1980 : Playing for Time de Daniel Mann : jeune Chess Player
- 1983 : Antony and Cleopatra de Lawrence Carra : Soldat
- 1985 : Jusqu'à la folie d'Anthony Page : M. Olson
- 1986 : Dress Gray (en) de Glenn Jordan (Téléfilm) : AIA agent
- 1986 : Le Retour de Mike Hammer (The Return of Mickey Spillane's Mike Hammer) de Ray Danton : Orville Tate
- 1987 : The Alamo: Thirteen Days to Glory (en) : Major Evans
- 1988 : To Heal a Nation : Thompson
- 1988 : Dans les griffes de la mafia (Lady Mobster) : Eddie D'Angelo
- 1989 : Full Exposure: The Sex Tapes Scandal : Mickey Ludwig
- 1989 : La Revanche d'Al Capone
- 1989 : Billy the Kid de William A. Graham
- 1989 : Man Against the Mob: The Chinatown Murders
- 1990 : Trop jeune pour mourir (Too Young to Die?) : Juge Harper
- 1991 : Mauvaise Rencontre (The Woman Who Sinned) : Sergent Harper
- 1992 : Des héros par milliers (Crash Landing: The Rescue of Flight 232) : Mack Zubinski
- 1992 : Double Jeopardy : Frank Jameson, School Board
- 1993 : Elvis and the Colonel: The Untold Story : Buck Black
- 1994 : Mortel Rendez-vous (A Friend to Die For) de William A. Graham : Sargent Denning (non crédité)
- 1998 : Last Rites : Gov. Thorpe
- 1998 : CHiPs '99 : DMV Snitch (non crédité)
- 2003 : Un étrange enlèvement (The Elizabeth Smart Story) de Bobby Roth : Emmanuel
- 2004 : Dans le droit chemin (The Trail to Hope Rose) : Henry Stough
- 2005 : McBride: Anybody Here Murder Marty? : Assistant D.A. Travis
- 2006 : McBride: Fallen Idol : Assistant D.A. Travis
- 2011 : Pour les yeux de Taylor (Accidentally in Love) de David Burton Morris : Graham Bennett

#### Séries télévisées
- 1983 : Newhart (saison 1, épisode 16 : Ricky Nelson, Up Your Nose) : Prisonnier #1
- 1984 : Automan (saison 1, épisode 11 : La Bague) : Stanley
- 1984 : Capitaine Furillo (Hill Street Blues) (saison 4, épisode 12 : Béni soit Nichols) : Jaeger
- 1984 - 1985 : Les Enquêtes de Remington Steele (Remington Steele) :
  - (saison 2, épisode 18 : Au pays des rêves) : homme à l'aquarium
  - (saison 4, épisode 09 : Le Père Noël voit triple) : Prancer
- 1985 : Des jours et des vies (Days of our Lives) (épisode : #1.5120) : Speed Selejko
- 1985 : Our Family Honor : Eddie Branner
  - (saison 1, épisode 05 : The Hostage)
  - (saison 1, épisode 06 : Homecoming)
- 1985 : Tonnerre mécanique (saison 1, épisode 12 : L'Assassin) : Drummond
- 1985 : Rick Hunter (Hunter) (saison 1, épisode 16 : Guilty) : Park Masher
- 1985 : Dynastie (Dynasty) (saison 5, épisode 26 : Une belle garce) : Vincent
- 1985 : Hooker (T.J. Hooker) (saison 4, épisode 16 : Coup de foudre) : Billy Joe Walker
- 1985 : Les Dessous d'Hollywood (Hollywood Wives, mini-série) : Dresser
- 1986 - 1987 : Cagney et Lacey (Cagney and Lacey) : A.D.A. Strickland / D.A. Strickland
  - (saison 5, épisode 17 : Post Partum)
  - (saison 6, épisode 13 : Favors)
- 1986 - 1988 : Les Incorruptibles de Chicago (Crime Story) : Rothstein
  - (saison 1, épisode 01 : Pilot)
  - (saison 2, épisode 10 : Moulin Rouge)
- 1987 : Texas police (saison 2, épisode 08 : Home Is Where the Heart Is) :
- 1987 : Max Headroom (saison 1, épisode 06 : Les Blancs) : Tracher
- 1988 - 1991 : La Loi de Los Angeles (L.A. Law) : Patrick Phillips
  - (saison 2, épisode 18 : Un amour de juge)
  - (saison 5, épisode 17 : La Révolte)
- 1989 : MacGyver (saison 4, épisode 17 : Ondes de choc) : Frank
- 1989 : Matlock (saison 3, épisode 12 : La Starlette) : Joey DeFalco
- 1990 : Cheers (saison 9, épisode 10 : Woody fait de la pub) : Directeur
- 1990 : Code Quantum (Quantum Leap) (saison 2, épisode 16 : Aux portes de la mort) : shérif adjoint Hazlitt
- 1992 : Dangerous Curves (saison 2, épisode 05 : Old Acquaintance) : Emerson
- 1992 : Marshall et Simon (Eerie, Indiana) (saison 1, épisode 19 : Pas de chance) : père de Tod
- 1992 : La loi est la loi (Jake and the Fatman) (saison 5, épisode 10 : Un contrat en poche) : Freddie Logan
- 1993 : Le Juge de la nuit (saison 3, épisode 03 : Last Rites) : Greene
- 1994 : Un drôle de shérif (Picket Fences) : John Engrams
  - (saison 3, épisode 01 : La loi ou la justice)
  - (saison 3, épisode 02 : Intime conviction)
  - (saison 3, épisode 08 : Wambaugh face à la Cour Suprême)
  - (saison 3, épisode 09 : Pour qui souffle le vent)
- 1994 : Diagnostic : Meurtre (Diagnosis Murder) (saison 1, épisode 12 : Souvenirs d'Université) : Inspecteur Haggard
- 1994 : Birdland : Leo Rinaldi
  - (saison 1, épisode 01 : Épisode #1.1)
  - (saison 1, épisode 08 : The Man in the Window)
- 1995 : Urgences (saison 2, épisode 08 : Secret dévoilé) : Mr. Kazlaw
- 1995 : Space 2063 (Space: Above and Beyond) (saison 1, épisode 05 : Mutinerie) : C.P.O. Keats
- 1995 : Arabesque (Murder, She Wrote) (épisode : A Quaking in Aspen) : M. Vernon / Grant Boswell
- 1996 : Presque parfaite (Almost Perfect) (saison 1, épisode 15 : Poulet frit) : Directeur
- 1996 - 1998 : Profiler : Casper
  - (saison 1, épisode 03 : Alliance diabolique) : Peter R. Leshansky
  - (saison 1, épisode 15 : L'Ombre des Archanges [2/2])
  - (saison 2, épisode 01 : Pour un instant de gloire)
  - (saison 2, épisode 12 : Le Centaure)
- 1997 : JAG (saison 3, épisode 07 : Imposture) : Houck
- 1997 : C-16 (saison 1, épisode 02 : Pilot: Part 2) :
- 1998 : Le Caméléon (The Pretender) (saison 2, épisode 10 : Course contre la mort) : Grant Roemer
- 1999 : Le Flic de Shanghaï (Martial Law) (saison 2, épisode 07 : Cieux inamicaux)
- 2000 : Washington Police (The District) (saison 1, épisode 05 : Le vrai terroriste) : Agent Vargas
- 2000 : Secret Agent Man (saison 1, épisode 06 : Une journée bien ordinaire) : Frank Pierce
- 2001 : Alias (saison 1, épisode 05 : Copie conforme) : Paul Kelvin
- 2001 : The Beast (saison 1, épisode 01 : Bienvenue en enfer) : Rory Carmichael
- 2002 : For the People (saison 1, épisode 12 : Crossroads) : James Langton
- 2002 : Les Experts : Miami (CSI: Miami) (saison 1, épisode 04 : Les Dessous de Miami) : Ryan Cutler
- 2005 : À la Maison-Blanche (The West Wing) : Agent Charles Frost
  - (saison 7, épisode 03 : Le message de la semaine)
  - (saison 7, épisode 04 : Monsieur Frost)
  - (saison 7, épisode 05 : L'Aveu)
- 2006 : Numb3rs (saison 3, épisode 10 : Projet Brutus) : Keith Whittaker
- 2006 : Les Feux de l'amour (The Young and the Restless) : Dr Morse
  - (saison 34, épisode 8422)
  - (saison 34, épisode 8427)
- 2006 : Médium (Medium) (saison 2, épisode 19 : Un flic dans la mafia) : Sponsor
- 2006 : Ghost Whisperer (saison 1, épisode 15 : Premier Fantôme) : Principal Corbett
- 2006 : Monk (saison 5, épisode 09 : Monk prend la route) : Kenneth Woods
- 2007 : Journeyman : Elliot Langley
  - (saison 1, épisode 04 : L'Année du lièvre)
  - (saison 1, épisode 05 : Le Soldat inconnu)
  - (saison 1, épisode 08 : Rendez-vous manqué)
  - (saison 1, épisode 12 : Le Pendu)
  - (saison 1, épisode 13 : Le Dernier Voyageur)
- 2007 : 24 heures chrono (épisode : Day 6: 5:00 a.m.-6:00 a.m.) : Docteur Hastings
- 2007 : Bones (saison 2, épisode 18 : Mon père, le criminel) : Hugh Kennedy
- 2009 : Flashforward (saison 1, épisode 08 : Dernière Carte) : High Roller (non crédité)
- 2009 : The Unit : Commando d'élite (The Unit) (saison 4, épisode 16 : Poker menteur) : Howard (non crédité)
- 2012 : Franklin and Bash : Juge Warren Mosley
  - (saison 1, épisode 01 : David contre Goliath)
  - (saison 2, épisode 07 : Franklin et Bash contre la Navy)
- 2012 : Grey's Anatomy (saison 8, épisode 22 : Moment de vérité) : Examinateur de Jackson
- 2014 : NCIS : Enquêtes spéciales (saison 11, épisode 20 : Saison 11 de NCIS : Enquêtes spéciales#Épisode 20 : Traque sur internet) : chef des renseignements de la CIA Kirkwood Zaysen
- 2016 : Esprits criminels : le directeur de la NSA Brian Cochran
  - (saison 11, épisode 09 : L’Ennemi de l’intérieur)
  - (saison 11, épisode 11 :  Fin de partie)